# Nové Město na Moravě
Nové Město na Moravě (tjekkisk udtale: [ˈnovɛː ˈmɲɛsto ˈna moravjɛ] ; tysk: Neustadt in Mähren) er en by i distriktet Žďár nad Sázavou i regionen Vysočina i Tjekkiet med omkring 9.900 indbyggere. Det er kendt som et vintersportssted. Den historiske bymidte er velbevaret og er beskyttet ved lov som en bymæssig monumentzone.
Landsbyerne Hlinné, Jiříkovice, Maršovice, Olešná, Petrovice, Pohledec, Rokytno, Slavkovice og Studnice er administrative dele af Nové Město na Moravě.

## Etymologi
Byens navn betyder bogstaveligt talt "Ny by i Mæhren".

## Geografi
Nové Město na Moravě ligger omkring 9 km  øst for Žďár nad Sázavou og 53 km  nordvest for Brno  i Křižanov-højlandet, i de højeste dele af hele   det Bøhmisk-mæhriske højland. Det meste af  kommunens område ligger  i det beskyttede landskabsområde Žďárské vrchy. Den højeste top i området er Kopeček på 822 meter  over havets overflade.

## Historie
Den første skriftlige omtale af Nové Město na Moravě er fra 1267 under navnet Bočkov. Den blev grundlagt under koloniseringen af den kongelige burggraf  Boček af Obřany, efter at det nærliggende cistercienserkloster i Žďár nad Sázavou blev oprettet i 1252 (eller senest i 1255). Navnet Nové Město blev brugt for første gang i et skøde fra kong Wenceslaus 2.  fra 1293, og det blev først omtalt som en købstad.
I 1312 blev Nové Město arvet af Lipás herrer. Sandsynligvis i slutningen af 1300-tallet havde de bygget en fæstning her. I 1496 blev det erhvervet af Vilhelm 2. af Pernštejn. Under Pernštejns styre (især under Vratislav 2. af Pernštejn i 1561-1582) oplevede byen et økonomisk boom. Renæssancens rådhus blev bygget, og fæstningen blev ombygget til et renæssanceslot. Familien Pernštejn ejede Nové Město indtil 1588. De næste ejere var Vilém Dubský, der rekonstruerede slottet, ærkebiskop Franz von Dietrichstein, og familien Kratzer, som tog sig af godsets økonomiske velstand og støttede glasfremstilling og et jernværk på godset.
I slutningen af det 19. århundrede udviklede skisport sig, og  byen blev et centrum for vintersport. Jernbanen blev bygget i 1905.

## Seværdigheder
Midt i det historiske centrum ligger Vratislavovo-pladsen, opkaldt efter Vratislav af Pernštejn, hvor de fleste af byens markante bygninger er placeret. Den aflange plads er omgivvet af renæssance-, barok- og nyklassicistiske huse.
Midt på pladsen ligger kirken Sankt Cunigunde, det ældste monument i byen. Den første omtale af kirken er fra 1362. Det har facade-sgraffito-dekoration af den indfødte kunstner Karel Němec fra 1928-1929. Der er også et springvand af Karel Němec på pladsen.
Slottet i Nové Město na Moravě blev genopbygget i barokstil i det 18. århundrede og i nyrenæssancestil i 1874. I dag huser bygningen et Horácko Galleri, der fokuserer på glasfremstilling, landskabspleje og skulptur fra det 20. århundrede.
Renæssancebygningen i det tidligere rådhus fungerer nu som Horácko-museet.